# Adventure Soft
Adventure Soft es una empresa británica fundada por Mike Woodroffe. Su mayor éxito ha sido la saga de Simon the Sorcerer y el videojuego Elvira: reina de las tinieblas.